# 粗皮珊瑚螺
粗皮珊瑚螺（学名：Coralliophila bulbiformis）为珊瑚螺科珊瑚螺屬下的一个种。